# Črta
Črta (někdy též skica, náčrtek či obrázek) je literární prozaický žánr menšího rozsahu (rozsah je obdobný povídce, črta ale většinou bývá ještě o něco kratší), popisující místo, osobu nebo situaci, ať již reálnou, nebo smyšlenou. Správná črta je ryze popisná, má velmi jednoduchý, eventuálně vůbec žádný děj.
Črta zaznamenává ryze osobní prožitek a názor autora na něj, je většinou psána ich-formou. Črta je podobná reportáži, dalo by se říci, že jde o její o něco jednodušší formu.
Tematicky je velmi různorodá, mohou to být autobiografické zážitky, mohou mít společenskou tematiku, mohou to také být cestopisy.
Črta byla velmi oblíbená v devatenáctém století, převážně v publicistice, ale i v umělecké literatuře, dnes se ale vyskytuje minimálně (byť mnohá literární díla, která jsou označována za povídky, jsou vlastně črtami). Črta byla dříve chápána jako jeden z nejjednodušších literárních žánrů.
Mistry tohoto žánru byli Anton Pavlovič Čechov, Maxim Gorkij, Charles Dickens, v Česku Jan Neruda, Božena Němcová, Karel Čapek.